# História da colonização da Ásia e da Oceania
Em 9 de Maio de 1498, Vasco da Gama chega a Calecute, realizando assim o intento dos europeus: a descoberta do caminho marítimo para a Índia.
Pedro Álvares Cabral chega a Calecute em 1501 e, depois de alguns confrontos com o Samorim, dirige-se para Sul e estabelece uma feitoria em Cochim. Inicia-se assim a colonização da Ásia pelos europeus.
Em 1514, Jorge Álvares atinge a China, mas só em 1557 os Portugueses estabelecem-se em Macau.
As ilhas Marianas, na Micronésia foram "descobertas" por Fernão de Magalhães em 1521, que as declarou colônia espanhola e as apelidou de "las islas de los ladrones", (Ilhas dos Ladrões), aparentemente porque os nativos não eram amistosos. Durante o século XVII, praticamente toda a população nativa destas ilhas foi exterminada durante o domínio espanhol. As Ilhas Carolinas, próximas das Ilhas dos Ladrões, foram descobertas pelo explorador português Diego da Rocha, em 1527, mas foram mais tarde ocupadas pelos espanhóis. As colônias espanholas foram vendidas à Alemanha em 1899 e tomadas pelos japoneses em 1914, que a tornaram numa zona militar.
A seguir à Segunda Guerra Mundial, as ilhas passaram a ser administradas pelos Estados Unidos, como parte do Protectorado das Ilhas do Pacífico das Nações Unidas, até à independência dos dois atuais países, os Estados Federados da Micronésia e a República de Palau, respectivamente em 1986 e 1994. As Marianas Setentrionais e a ilha de Guam encontram-se ainda como territórios dos EUA e mesmo os países das Carolinas assinaram um Tratado de Livre Associação com os EUA.